# Pokerturniere im Aria Resort & Casino
Im Aria Resort & Casino in Paradise am Las Vegas Strip werden seit Juli 2014 regelmäßig Pokerturniere ausgespielt. Die High-Roller-Events haben Buy-ins von fast immer mindestens 10.000 US-Dollar und werden seit Oktober 2015 von Poker Central veranstaltet.

## Geschichte

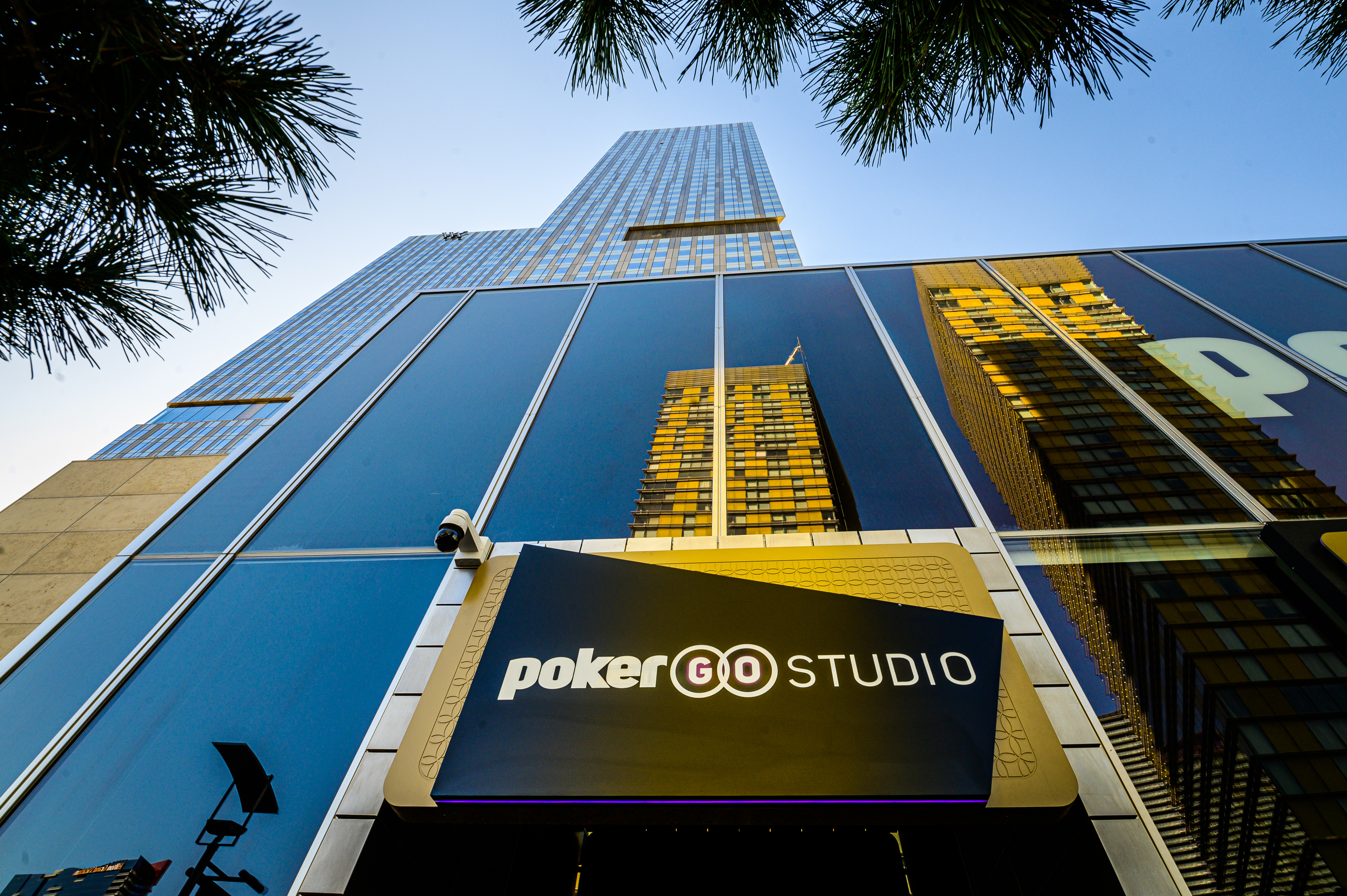
Eingang zum PokerGO Studio (2019)

Die Turniere starteten im Juli 2014 mit Super-High-Roller-Events, die Buy-ins von 100.000 US-Dollar verlangten. Gespielt wird, wenn nicht anders angegeben, die Variante No Limit Hold’em. Austragungsort ist das PokerGO Studio im Aria Resort & Casino am Las Vegas Strip. Seit Dezember 2014 wird rund zweimal im Monat das Aria 25K (ehemals Aria High Roller) gespielt, das ein Startgeld von 26.000 US-Dollar benötigt. Im Juli 2015 wurde erstmals der Super High Roller Bowl mit einem Buy-in von 500.000 US-Dollar ausgetragen, der Gewinner Brian Rast eine Siegprämie von über 7,5 Millionen US-Dollar einbrachte. Mit den Poker Masters und den US Poker Open werden mehrmals jährlich auch ganze Turnierserien im Aria gespielt. Nach den Turnieren im Februar 2020 gab es bis Ende Januar 2021 keine weiteren Austragungen, da alle Veranstaltungen aufgrund der globalen COVID-19-Pandemie abgesagt worden waren. Alle seit 2021 im Casino ausgetragenen Turniere sind Teil der PokerGO Tour, deren erfolgreichster Spieler innerhalb eines Kalenderjahres jeweils eine zusätzliche Geldprämie erhält.
Bei den American Poker Awards im Februar 2017 wurde der im Casino ausgespielte Super High Roller Bowl als Pokerturnier des Jahres 2016 geehrt. Darüber hinaus erhielt Sean McCormack, Pokerdirektor im Aria, die Auszeichnung als „Industry Person of the Year 2016“. Seit 2019 ist das Casino Schauplatz für die Verleihung der Global Poker Awards. Dort wurde u. a. Paul Campbell 2018 und 2021 für seine Arbeit im Aria Resort & Casino als „Tournament Director of the Year“ mit einem Award geehrt.
Rekordsieger im Aria Resort & Casino ist Sam Soverel mit 22 Erfolgen. Das meiste Preisgeld in diesem Casino erspielte sich Jake Schindler, der bis dato knapp 16 Millionen US-Dollar gewann.

## Turniere

### Aria 10K
Das Aria 10K kostet 10.000 US-Dollar Buy-in zuzüglich 500 US-Dollar Turniergebühr.
| Beginn        | Variante                    | Teilnehmer | Sieger              | Herkunft                | Preisgeld (in $) | Quelle |
| ------------- | --------------------------- | ---------- | ------------------- | ----------------------- | ---------------- | ------ |
| 23. Mai 2017  | No Limit Hold’em            | 030        | Justin Bonomo       | Vereinigte Staaten      | 138.000          |        |
| 17. Aug. 2017 | No Limit Hold’em            | 023        | Sean Winter         | Vereinigte Staaten      | 115.000          |        |
| 30. Aug. 2017 | No Limit Hold’em            | 027        | Sean Winter         | Vereinigte Staaten      | 109.677          |        |
| 26. Okt. 2017 | No Limit Hold’em            | 029        | Tom Marchese        | Vereinigte Staaten      | 116.000          |        |
| 1. März 2018  | No Limit Hold’em            | 028        | Jake Schindler      | Vereinigte Staaten      | 128.800          |        |
| 26. Apr. 2018 | No Limit Hold’em            | 012        | Eric Baldwin        | Vereinigte Staaten      | 084.000          |        |
| 17. Mai 2018  | No Limit Hold’em            | 035        | Jake Schindler      | Vereinigte Staaten      | 140.000          |        |
| 19. Juni 2018 | Pot Limit Omaha             | 072        | Ben Lamb            | Vereinigte Staaten      | 166.500          |        |
| 22. Juni 2018 | Pot Limit Omaha             | 052        | Ben Lamb            | Vereinigte Staaten      | 166.400          |        |
| 1. Juli 2018  | No Limit Hold’em            | 038        | Elio Fox            | Vereinigte Staaten      | 136.800          |        |
| 3. Juli 2018  | No Limit Hold’em            | 033        | Stephen Chidwick    | Vereinigtes Konigreich  | 132.000          |        |
| 4. Juli 2018  | No Limit Hold’em            | 023        | Sam Soverel         | Vereinigte Staaten      | 105.800          |        |
| 4. Okt. 2018  | No Limit Hold’em            | 029        | Sam Soverel         | Vereinigte Staaten      | 100.950          |        |
| 5. Okt. 2018  | No Limit Hold’em Short Deck | 024        | Mori Eskandani      | Vereinigte Staaten      | 110.400          |        |
| 30. Okt. 2018 | Pot Limit Omaha             | 028        | Anthony Alberto     | Vereinigte Staaten      | 128.800          |        |
| 1. Nov. 2018  | No Limit Hold’em            | 033        | Jared Jaffee        | Vereinigte Staaten      | 132.000          |        |
| 2. Nov. 2018  | No Limit Hold’em Short Deck | 015        | Sam Soverel         | Vereinigte Staaten      | 081.000          |        |
| 4. Nov. 2018  | No Limit Hold’em Short Deck | 019        | Sam Soverel         | Vereinigte Staaten      | 102.600          |        |
| 21. März 2019 | No Limit Hold’em            | 032        | Mori Eskandani      | Vereinigte Staaten      | 128.000          |        |
| 18. Apr. 2019 | No Limit Hold’em            | 024        | Almedin Imširović   | Bosnien und Herzegowina | 102.480          |        |
| 23. Mai 2019  | No Limit Hold’em            | 024        | Matthias Eibinger   | Osterreich              | 101.004          |        |
| 24. Mai 2019  | No Limit Hold’em            | 029        | Byron Kaverman      | Vereinigte Staaten      | 097.242          |        |
| 25. Mai 2019  | No Limit Hold’em            | 032        | Zachary Clark       | Vereinigte Staaten      | 128.000          |        |
| 4. Juni 2019  | No Limit Hold’em            | 034        | Michael Addamo      | Australien              | 136.000          |        |
| 6. Juni 2019  | No Limit Hold’em            | 045        | Juan Pardo          | Spanien                 | 153.000          |        |
| 7. Juni 2019  | No Limit Hold’em            | 045        | Juan Pardo          | Spanien                 | 126.682          |        |
| 10. Juni 2019 | No Limit Hold’em            | 026        | Sam Soverel         | Vereinigte Staaten      | 119.600          |        |
| 13. Juni 2019 | No Limit Hold’em            | 045        | Barry Hutter        | Vereinigte Staaten      | 153.000          |        |
| 16. Juni 2019 | Pot Limit Omaha             | 039        | Ben Lamb            | Vereinigte Staaten      | 140.400          |        |
| 17. Juni 2019 | Pot Limit Omaha             | 012        | Sam Soverel         | Vereinigte Staaten      | 084.000          |        |
| 18. Juni 2019 | Pot Limit Omaha             | 011        | Andrew Ige          | Vereinigte Staaten      | 077.000          |        |
| 21. Juni 2019 | Pot Limit Omaha             | 019        | Richard Gryko       | Vereinigtes Konigreich  | 102.600          |        |
| 25. Juni 2019 | No Limit Hold’em            | 015        | Michael Addamo      | Australien              | 081.000          |        |
| 26. Juni 2019 | No Limit Hold’em            | 039        | Juan Pardo          | Spanien                 | 140.400          |        |
| 27. Juni 2019 | No Limit Hold’em            | 028        | John Andress        | Vereinigte Staaten      | 128.800          |        |
| 4. Juli 2019  | No Limit Hold’em            | 016        | Jake Schindler      | Vereinigte Staaten      | 086.400          |        |
| 5. Juli 2019  | No Limit Hold’em            | 012        | Kristen Foxen       | Kanada                  | 084.000          |        |
| 6. Juli 2019  | No Limit Hold’em            | 021        | Juan Pardo          | Spanien                 | 113.400          |        |
| 7. Juli 2019  | No Limit Hold’em            | 010        | Stephen Chidwick    | Vereinigtes Konigreich  | 070.000          |        |
| 3. Okt. 2019  | No Limit Hold’em            | 020        | Randall Emmett      | Vereinigte Staaten      | 108.000          |        |
| 4. Okt. 2019  | No Limit Hold’em            | 014        | Barry Hutter        | Vereinigte Staaten      | 071.360          |        |
| 5. Okt. 2019  | No Limit Hold’em            | 019        | Randall Emmett      | Vereinigte Staaten      | 102.600          |        |
| 20. Feb. 2020 | No Limit Hold’em            | 035        | Jake Daniels        | Vereinigte Staaten      | 117.000          |        |
| 21. Feb. 2020 | No Limit Hold’em            | 025        | Cary Katz           | Vereinigte Staaten      | 110.000          |        |
| 28. Jan. 2021 | No Limit Hold’em            | 034        | Dan Smith           | Vereinigte Staaten      | 136.000          |        |
| 29. Jan. 2021 | No Limit Hold’em            | 022        | Cary Katz           | Vereinigte Staaten      | 082.800          |        |
| 30. Jan. 2021 | No Limit Hold’em            | 021        | Chris Brewer        | Vereinigte Staaten      | 113.400          |        |
| 26. Feb. 2021 | No Limit Hold’em            | 016        | Sam Soverel         | Vereinigte Staaten      | 068.736          |        |
| 8. März 2021  | No Limit Hold’em            | 032        | Sergi Reixach       | Spanien                 | 108.120          |        |
| 9. März 2021  | No Limit Hold’em            | 039        | Barry Hutter        | Vereinigte Staaten      | 140.400          |        |
| 10. März 2021 | No Limit Hold’em            | 053        | Darren Elias        | Vereinigte Staaten      | 169.600          |        |
| 31. März 2021 | No Limit Hold’em            | 044        | Nick Petrangelo     | Vereinigte Staaten      | 126.980          |        |
| 1. Apr. 2021  | No Limit Hold’em            | 053        | Sean Perry          | Vereinigte Staaten      | 169.600          |        |
| 5. Mai 2021   | No Limit Hold’em            | 051        | Matas Cimbolas      | Litauen                 | 163.200          |        |
| 6. Mai 2021   | No Limit Hold’em            | 047        | Sergio Aido         | Spanien                 | 159.800          |        |
| 14. Juli 2021 | No Limit Hold’em            | 015        | Sean Perry          | Vereinigte Staaten      | 081.000          |        |
| 1. Okt. 2021  | No Limit Hold’em            | 030        | Adrián Mateos       | Spanien                 | 113.199          |        |
| 13. Okt. 2021 | No Limit Hold’em            | 022        | Elio Fox            | Vereinigte Staaten      | 067.791          |        |
| 4. Nov. 2021  | No Limit Hold’em            | 041        | Ren Lin             | Vereinigte Staaten      | 147.600          |        |
| 5. Nov. 2021  | No Limit Hold’em            | 030        | Almedin Imširović   | Bosnien und Herzegowina | 120.000          |        |
| 6. Nov. 2021  | No Limit Hold’em            | 057        | Justin Bonomo       | Vereinigte Staaten      | 171.000          |        |
| 7. Nov. 2021  | No Limit Hold’em            | 053        | Alex Foxen          | Vereinigte Staaten      | 150.845          |        |
| 8. Nov. 2021  | No Limit Hold’em            | 061        | Barry Hutter        | Vereinigte Staaten      | 183.000          |        |
| 9. Nov. 2021  | No Limit Hold’em            | 041        | Rok Gostiša         | Slowenien               | 147.600          |        |
| 10. Nov. 2021 | No Limit Hold’em            | 054        | Sergi Reixach       | Spanien                 | 172.800          |        |
| 11. Nov. 2021 | No Limit Hold’em            | 042        | Vikenty Shegal      | Vereinigte Staaten      | 151.200          |        |
| 12. Nov. 2021 | No Limit Hold’em            | 045        | Leonard Maue        | Deutschland             | 153.000          |        |
| 13. Nov. 2021 | No Limit Hold’em            | 069        | Timothy Capretta    | Vereinigte Staaten      | 186.300          |        |
| 16. Nov. 2021 | No Limit Hold’em            | 043        | Jake Schindler      | Vereinigte Staaten      | 146.200          |        |
| 17. Nov. 2021 | No Limit Hold’em            | 016        | Chris Brewer        | Vereinigte Staaten      | 086.400          |        |
| 24. Feb. 2022 | No Limit Hold’em            | 041        | Cary Katz           | Vereinigte Staaten      | 137.340          |        |
| 25. Feb. 2022 | No Limit Hold’em            | 036        | Almedin Imširović   | Bosnien und Herzegowina | 129.600          |        |
| 20. Apr. 2022 | No Limit Hold’em            | 044        | Almedin Imširović   | Bosnien und Herzegowina | 149.600          |        |
| 22. Apr. 2022 | No Limit Hold’em            | 032        | Almedin Imširović   | Bosnien und Herzegowina | 101.903          |        |
| 3. Juni 2022  | No Limit Hold’em            | 030        | Edward Sebesta      | Vereinigte Staaten      | 120.000          |        |
| 27. Juni 2022 | No Limit Hold’em            | 023        | Alex Foxen          | Vereinigte Staaten      | 088.118          |        |
| 5. Juli 2022  | No Limit Hold’em            | 045        | Matt Bond           | Vereinigte Staaten      | 153.000          |        |
| 6. Juli 2022  | No Limit Hold’em            | 046        | Kazuhiko Yotsushika | Japan                   | 156.400          |        |
| 7. Juli 2022  | No Limit Hold’em            | 057        | Aleksejs Ponakovs   | Lettland                | 171.000          |        |
| 8. Juli 2022  | No Limit Hold’em            | 068        | Victoria Livschitz  | Vereinigte Staaten      | 162.790          |        |
| 9. Juli 2022  | No Limit Hold’em            | 058        | Stephen Chidwick    | Vereinigtes Konigreich  | 174.000          |        |
| 10. Juli 2022 | No Limit Hold’em            | 031        | Tom-Aksel Bedell    | Norwegen                | 124.000          |        |
| 11. Juli 2022 | No Limit Hold’em            | 027        | Justin Bonomo       | Vereinigte Staaten      | 124.200          |        |
| 13. Juli 2022 | No Limit Hold’em            | 029        | Kazuhiko Yotsushika | Japan                   | 116.000          |        |
| 17. Juli 2022 | No Limit Hold’em            | 022        | Stephen Chidwick    | Vereinigtes Konigreich  | 084.640          |        |
| 18. Juli 2022 | No Limit Hold’em            | 025        | Stephen Chidwick    | Vereinigtes Konigreich  | 115.000          |        |
| 19. Juli 2022 | No Limit Hold’em            | 024        | Jared Jaffee        | Vereinigte Staaten      | 110.400          |        |
| 6. Okt. 2022  | No Limit Hold’em            | 005        | Adrián Mateos       | Spanien                 | 050.000          |        |
| 1. Dez. 2022  | No Limit Hold’em            | 022        | Brian Kim           | Vereinigte Staaten      | 101.200          |        |
| 7. Dez. 2022  | No Limit Hold’em            | 028        | Jeremy Ausmus       | Vereinigte Staaten      | 111.520          |        |
| 8. Dez. 2022  | No Limit Hold’em            | 020        | Stephen Chidwick    | Vereinigtes Konigreich  | 108.000          |        |
| 9. Dez. 2022  | No Limit Hold’em            | 020        | Cary Katz           | Vereinigte Staaten      | 104.000          |        |
| 10. Dez. 2022 | No Limit Hold’em            | 019        | Sam Soverel         | Vereinigte Staaten      | 102.600          |        |
| 16. Dez. 2022 | No Limit Hold’em            | 012        | Brian Batt          | Vereinigte Staaten      | 084.000          |        |
| 19. Dez. 2022 | No Limit Hold’em            | 026        | Justin Bonomo       | Vereinigte Staaten      | 119.600          |        |
| 20. Dez. 2022 | No Limit Hold’em            | 039        | Sung Joo Hyun       | Korea Sud               | 140.400          |        |
| 15. Juni 2023 | No Limit Hold’em            | 027        | Stephen Chidwick    | Vereinigtes Konigreich  | 124.200          |        |
| 16. Juni 2023 | No Limit Hold’em            | 034        | Bernard Larabi      | Ungarn                  | 136.000          |        |
| 17. Juni 2023 | No Limit Hold’em            | 048        | Sam Soverel         | Vereinigte Staaten      | 163.200          |        |
| 20. Juni 2023 | Pot Limit Omaha             | 089        | Ian Bradley         | Vereinigte Staaten      | 213.600          |        |
| 22. Juni 2023 | Pot Limit Omaha             | 051        | Elias Harala        | Finnland                | 163.200          |        |
| 24. Juni 2023 | Pot Limit Omaha             | 095        | Ronald Keijzer      | Niederlande             | 218.500          |        |
| 2. Juli 2023  | No Limit Hold’em            | 067        | Martin Stausholm    | Danemark                | 180.900          |        |
| 3. Juli 2023  | No Limit Hold’em            | 046        | Andrei Kotelnikow   | Russland                | 156.400          |        |
| 4. Juli 2023  | No Limit Hold’em            | 075        | Tobias Schwecht     | Deutschland             | 172.612          |        |
| 5. Juli 2023  | No Limit Hold’em            | 082        | Armin Rezaei        | Osterreich              | 205.000          |        |
| 6. Juli 2023  | No Limit Hold’em            | 130        | Nacho Barbero       | Argentinien             | 235.492          |        |
| 25. Okt. 2023 | Pot Limit Omaha             | 071        | Isaac Kempton       | Vereinigte Staaten      | 184.600          |        |
| 26. Okt. 2023 | Pot Limit Omaha             | 067        | Jesse Lonis         | Vereinigte Staaten      | 187.600          |        |
| 27. Nov. 2023 | No Limit Hold’em            | 026        | Dan Smith           | Vereinigte Staaten      | 119.600          |        |
| 28. Nov. 2023 | No Limit Hold’em            | 025        | Isaac Kempton       | Vereinigte Staaten      | 115.000          |        |
| 29. Nov. 2023 | No Limit Hold’em            | 028        | Seth Davies         | Vereinigte Staaten      | 128.800          |        |
| 30. Nov. 2023 | No Limit Hold’em            | 029        | Vladas Tamašauskas  | Litauen                 | 116.000          |        |

### Aria 15K
Das Aria 15K kostet 15.000 US-Dollar Buy-in zuzüglich 700 US-Dollar Turniergebühr und wurde bisher ausschließlich in der Variante No Limit Hold’em gespielt.
| Beginn        | Teilnehmer | Sieger         | Herkunft           | Preisgeld (in $) | Quelle |
| ------------- | ---------- | -------------- | ------------------ | ---------------- | ------ |
| 15. Juli 2021 | 22         | Anuj Agarwal   | Vereinigte Staaten | 151.800          |        |
| 28. Okt. 2021 | 43         | Michael Addamo | Australien         | 219.300          |        |
| 26. Feb. 2022 | 33         | Ivan Žufić     | Kroatien           | 198.000          |        |
| 23. Apr. 2022 | 23         | Chris Brewer   | Vereinigte Staaten | 126.519          |        |
| 7. Okt. 2022  | 06         | Isaac Haxton   | Vereinigte Staaten | 050.400          |        |

### Aria 25K
Der Buy-in des anfangs unter dem Namen Aria High Roller gespielten Turniers war zunächst gebührenfrei und betrug 25.000 US-Dollar. Seit der Austragung vom 18. August 2017 werden als Startgeld 26.000 US-Dollar verlangt, wobei 1000 US-Dollar als Turniergebühr an den Veranstalter gehen. Seit Ende Mai 2018 trägt das Turnier den Namen Aria 25K.
| Beginn        | Variante               | Teilnehmer | Sieger               | Herkunft                | Preisgeld (in $) | Quelle |
| ------------- | ---------------------- | ---------- | -------------------- | ----------------------- | ---------------- | ------ |
| 14. Dez. 2014 | No Limit Hold’em       | 59         | Pratyush Buddiga     | Vereinigte Staaten      | 543.683          |        |
| 30. Jan. 2015 | No Limit Hold’em       | 41         | Tom Marchese         | Vereinigte Staaten      | 383.060          |        |
| 31. Jan. 2015 | No Limit Hold’em       | 42         | Tom Marchese         | Vereinigte Staaten      | 298.816          |        |
| 20. Feb. 2015 | No Limit Hold’em       | 12         | Erik Seidel          | Vereinigte Staaten      | 159.230          |        |
| 21. Feb. 2015 | No Limit Hold’em       | 15         | Andrew Robl          | Vereinigte Staaten      | 210.000          |        |
| 27. März 2015 | No Limit Hold’em       | 34         | Byron Kaverman       | Vereinigte Staaten      | 282.948          |        |
| 28. März 2015 | No Limit Hold’em       | 16         | Byron Kaverman       | Vereinigte Staaten      | 243.240          |        |
| 30. Mai 2015  | No Limit Hold’em       | 41         | Max Silver           | Irland                  | 432.960          |        |
| 30. Mai 2015  | No Limit Hold’em       | 48         | Andrew Lichtenberger | Vereinigte Staaten      | 398.160          |        |
| 7. Juli 2015  | No Limit Hold’em       | 41         | Andrew Lichtenberger | Vereinigte Staaten      | 432.980          |        |
| 21. Aug. 2015 | No Limit Hold’em       | 27         | Keith Lehr           | Vereinigte Staaten      | 300.000          |        |
| 22. Aug. 2015 | No Limit Hold’em       | 21         | John Morgan          | Vereinigte Staaten      | 168.100          |        |
| 11. Sep. 2015 | No Limit Hold’em       | 21         | Tom Marchese         | Vereinigte Staaten      | 252.400          |        |
| 12. Sep. 2015 | No Limit Hold’em       | 31         | Zachary Hyman        | Vereinigte Staaten      | 250.000          |        |
| 1. Okt. 2015  | No Limit Hold’em       | 24         | Sean Winter          | Vereinigte Staaten      | 314.352          |        |
| 2. Okt. 2015  | No Limit Hold’em       | 31         | Barry Hutter         | Vereinigte Staaten      | 214.078          |        |
| 6. Nov. 2015  | No Limit Hold’em       | 19         | Taylor Paur          | Vereinigte Staaten      | 273.600          |        |
| 7. Nov. 2015  | No Limit Hold’em       | 27         | Cary Katz            | Vereinigte Staaten      | 249.101          |        |
| 7. Dez. 2015  | No Limit Hold’em       | 23         | Taylor Paur          | Vereinigte Staaten      | 252.000          |        |
| 8. Dez. 2015  | No Limit Hold’em       | 39         | Matt Berkey          | Vereinigte Staaten      | 315.180          |        |
| 20. Dez. 2015 | No Limit Hold’em       | 37         | David Peters         | Vereinigte Staaten      | 426.240          |        |
| 22. Jan. 2016 | No Limit Hold’em       | 43         | Tom Marchese         | Vereinigte Staaten      | 315.000          |        |
| 23. Jan. 2016 | No Limit Hold’em       | 28         | Sam Soverel          | Vereinigte Staaten      | 309.400          |        |
| 5. Feb. 2016  | No Limit Hold’em       | 53         | Dan Shak             | Vereinigte Staaten      | 296.800          |        |
| 6. Feb. 2016  | No Limit Hold’em       | 38         | Justin Bonomo        | Vereinigte Staaten      | 383.040          |        |
| 4. März 2016  | No Limit Hold’em       | 45         | Tom Marchese         | Vereinigte Staaten      | 369.410          |        |
| 5. März 2016  | No Limit Hold’em       | 44         | Bryn Kenney          | Vereinigte Staaten      | 422.400          |        |
| 1. Apr. 2016  | No Limit Hold’em       | 28         | Tom Marchese         | Vereinigte Staaten      | 260.655          |        |
| 2. Apr. 2016  | No Limit Hold’em       | 25         | Bryn Kenney          | Vereinigte Staaten      | 233.794          |        |
| 29. Apr. 2016 | No Limit Hold’em       | 19         | Cary Katz            | Vereinigte Staaten      | 264.480          |        |
| 30. Apr. 2016 | No Limit Hold’em       | 22         | Jake Schindler       | Vereinigte Staaten      | 264.000          |        |
| 10. Juni 2016 | No Limit Hold’em       | 39         | Fedor Holz           | Deutschland             | 393.120          |        |
| 11. Juni 2016 | No Limit Hold’em       | 24         | Ali Fazeli           | Vereinigte Staaten      | 288.000          |        |
| 17. Juni 2016 | No Limit Hold’em       | 30         | Fedor Holz           | Deutschland             | 276.012          |        |
| 25. Juni 2016 | No Limit Hold’em       | 26         | Cary Katz            | Vereinigte Staaten      | 312.000          |        |
| 13. Juli 2016 | No Limit Hold’em       | 50         | Daniel Stern         | Vereinigte Staaten      | 432.000          |        |
| 14. Juli 2016 | No Limit Hold’em       | 41         | Daniel Stern         | Vereinigte Staaten      | 305.750          |        |
| 5. Aug. 2016  | No Limit Hold’em       | 27         | Byron Kaverman       | Vereinigte Staaten      | 226.227          |        |
| 7. Aug. 2016  | No Limit Hold’em       | 23         | Byron Kaverman       | Vereinigte Staaten      | 276.000          |        |
| 9. Sep. 2016  | No Limit Hold’em       | 21         | Ali Fazeli           | Vereinigte Staaten      | 292.320          |        |
| 10. Sep. 2016 | No Limit Hold’em       | 20         | Jake Schindler       | Vereinigte Staaten      | 249.070          |        |
| 6. Okt. 2016  | No Limit Hold’em       | 47         | Jake Schindler       | Vereinigte Staaten      | 306.687          |        |
| 7. Okt. 2016  | No Limit Hold’em       | 39         | Brian Rast           | Vereinigte Staaten      | 393.120          |        |
| 27. Okt. 2016 | No Limit Hold’em       | 38         | Igor Kurganow        | Russland                | 328.155          |        |
| 17. Nov. 2016 | No Limit Hold’em       | 40         | Ali Fazeli           | Vereinigte Staaten      | 403.200          |        |
| 18. Nov. 2016 | No Limit Hold’em       | 26         | Dan Smith            | Vereinigte Staaten      | 312.000          |        |
| 4. Dez. 2016  | No Limit Hold’em       | 43         | Jack Salter          | Vereinigtes Konigreich  | 412.800          |        |
| 28. Dez. 2016 | No Limit Hold’em       | 26         | David Peters         | Vereinigte Staaten      | 293.232          |        |
| 29. Dez. 2016 | No Limit Hold’em       | 24         | Tom Marchese         | Vereinigte Staaten      | 288.000          |        |
| 2. Feb. 2017  | No Limit Hold’em       | 39         | Cary Katz            | Vereinigte Staaten      | 322.640          |        |
| 3. Feb. 2017  | No Limit Hold’em       | 36         | Dan Smith            | Vereinigte Staaten      | 337.608          |        |
| 2. März 2017  | No Limit Hold’em       | 33         | Jake Schindler       | Vereinigte Staaten      | 364.320          |        |
| 3. März 2017  | No Limit Hold’em       | 31         | Daniel Colman        | Vereinigte Staaten      | 342.240          |        |
| 23. März 2017 | No Limit Hold’em       | 31         | Scott Seiver         | Vereinigte Staaten      | 342.240          |        |
| 24. März 2017 | No Limit Hold’em       | 30         | Brian Rast           | Vereinigte Staaten      | 237.555          |        |
| 20. Apr. 2017 | No Limit Hold’em       | 26         | Jake Schindler       | Vereinigte Staaten      | 248.545          |        |
| 21. Apr. 2017 | No Limit Hold’em       | 17         | Brian Rast           | Vereinigte Staaten      | 192.624          |        |
| 22. Apr. 2017 | No Limit Hold’em       | 25         | Bryn Kenney          | Vereinigte Staaten      | 300.000          |        |
| 24. Mai 2017  | No Limit Hold’em       | 32         | Tony G               | Litauen                 | 353.280          |        |
| 9. Juni 2017  | No Limit Hold’em       | 38         | Christian Christner  | Deutschland             | 332.712          |        |
| 10. Juni 2017 | No Limit Hold’em       | 41         | Dan Smith            | Vereinigte Staaten      | 413.280          |        |
| 16. Juni 2017 | No Limit Hold’em       | 35         | David Peters         | Vereinigte Staaten      | 324.320          |        |
| 17. Juni 2017 | No Limit Hold’em       | 29         | Koray Aldemir        | Deutschland             | 320.160          |        |
| 24. Juni 2017 | No Limit Hold’em       | 27         | Ole Schemion         | Deutschland             | 281.606          |        |
| 7. Juli 2017  | No Limit Hold’em       | 35         | Dan Smith            | Vereinigte Staaten      | 238.000          |        |
| 8. Juli 2017  | No Limit Hold’em       | 39         | Talal Shakerchi      | Vereinigtes Konigreich  | 393.120          |        |
| 10. Juli 2017 | No Limit Hold’em       | 40         | Patrick Leonard      | Vereinigtes Konigreich  | 403.200          |        |
| 11. Juli 2017 | No Limit Hold’em       | 35         | Talal Shakerchi      | Vereinigtes Konigreich  | 386.400          |        |
| 12. Juli 2017 | No Limit Hold’em       | 28         | Christoph Vogelsang  | Deutschland             | 261.376          |        |
| 13. Juli 2017 | No Limit Hold’em       | 35         | Patrick Leonard      | Vereinigtes Konigreich  | 386.400          |        |
| 14. Juli 2017 | No Limit Hold’em       | 27         | Jason Koon           | Vereinigte Staaten      | 324.000          |        |
| 15. Juli 2017 | No Limit Hold’em       | 25         | Jan Schwippert       | Deutschland             | 300.000          |        |
| 18. Aug. 2017 | No Limit Hold’em       | 15         | Cary Katz            | Vereinigte Staaten      | 217.500          |        |
| 19. Aug. 2017 | No Limit Hold’em       | 10         | Sean Winter          | Vereinigte Staaten      | 175.000          |        |
| 1. Sep. 2017  | No Limit Hold’em       | 10         | Jake Schindler       | Vereinigte Staaten      | 175.000          |        |
| 27. Okt. 2017 | No Limit Hold’em       | 20         | Scott Seiver         | Vereinigte Staaten      | 270.000          |        |
| 28. Okt. 2017 | No Limit Hold’em       | 19         | Barry Woods          | Vereinigte Staaten      | 256.500          |        |
| 2. März 2018  | No Limit Hold’em       | 15         | David Peters         | Vereinigte Staaten      | 202.500          |        |
| 3. März 2018  | No Limit Hold’em       | 21         | Jake Schindler       | Vereinigte Staaten      | 283.500          |        |
| 27. Apr. 2018 | No Limit Hold’em       | 09         | Jake Schindler       | Vereinigte Staaten      | 157.500          |        |
| 28. Apr. 2018 | No Limit Hold’em       | 09         | Jake Schindler       | Vereinigte Staaten      | 157.500          |        |
| 18. Mai 2018  | No Limit Hold’em       | 17         | Rainer Kempe         | Deutschland             | 229.500          |        |
| 19. Mai 2018  | No Limit Hold’em       | 15         | Koray Aldemir        | Deutschland             | 202.500          |        |
| 22. Mai 2018  | No Limit Hold’em       | 29         | Rainer Kempe         | Deutschland             | 282.020          |        |
| 23. Mai 2018  | No Limit Hold’em       | 30         | Stephen Chidwick     | Vereinigtes Konigreich  | 300.000          |        |
| 24. Mai 2018  | No Limit Hold’em       | 49         | Ben Tollerene        | Vereinigte Staaten      | 416.500          |        |
| 29. Mai 2018  | No Limit Hold’em       | 51         | Dan Smith            | Vereinigte Staaten      | 305.000          |        |
| 31. Mai 2018  | No Limit Hold’em       | 35         | Justin Bonomo        | Vereinigte Staaten      | 350.000          |        |
| 3. Juni 2018  | No Limit Hold’em       | 27         | Justin Bonomo        | Vereinigte Staaten      | 310.500          |        |
| 4. Juni 2018  | No Limit Hold’em       | 21         | Sam Soverel          | Vereinigte Staaten      | 228.108          |        |
| 5. Juni 2018  | No Limit Hold’em       | 21         | Thomas Mühlöcker     | Osterreich              | 283.500          |        |
| 11. Juni 2018 | No Limit Hold’em       | 30         | Adrián Mateos        | Spanien                 | 253.240          |        |
| 12. Juni 2018 | No Limit Hold’em       | 18         | Nick Petrangelo      | Vereinigte Staaten      | 243.000          |        |
| 14. Juni 2018 | 8-Game                 | 30         | Philip Sternheimer   | Vereinigte Staaten      | 275.000          |        |
| 18. Juni 2018 | No Limit Hold’em       | 23         | Ben Tollerene        | Vereinigte Staaten      | 264.500          |        |
| 24. Juni 2018 | No Limit Hold’em       | 14         | Nick Petrangelo      | Vereinigte Staaten      | 245.000          |        |
| 25. Juni 2018 | No Limit Hold’em       | 20         | Dominik Nitsche      | Deutschland             | 270.000          |        |
| 27. Juni 2018 | No Limit Hold’em       | 13         | Sam Soverel          | Vereinigte Staaten      | 227.500          |        |
| 29. Juni 2018 | No Limit Hold’em       | 05         | Stephen Chidwick     | Vereinigtes Konigreich  | 125.000          |        |
| 5. Juli 2018  | No Limit Hold’em       | 30         | Adrián Mateos        | Spanien                 | 249.880          |        |
| 6. Juli 2018  | No Limit Hold’em       | 26         | Matthias Eibinger    | Osterreich              | 299.000          |        |
| 7. Juli 2018  | No Limit Hold’em       | 26         | Jared Jaffee         | Vereinigte Staaten      | 299.000          |        |
| 8. Juli 2018  | No Limit Hold’em       | 24         | Cary Katz            | Vereinigte Staaten      | 222.000          |        |
| 12. Juli 2018 | No Limit Hold’em       | 24         | Elio Fox             | Vereinigte Staaten      | 361.000          |        |
| 14. Juli 2018 | No Limit Hold’em Turbo | 12         | Sam Soverel          | Vereinigte Staaten      | 210.000          |        |
| 17. Juli 2018 | No Limit Hold’em       | 20         | Sam Soverel          | Vereinigte Staaten      | 270.000          |        |
| 6. Okt. 2018  | No Limit Hold’em       | 23         | Isaac Haxton         | Vereinigte Staaten      | 238.782          |        |
| 3. Nov. 2018  | No Limit Hold’em       | 21         | Stephen Chidwick     | Vereinigtes Konigreich  | 283.500          |        |
| 22. März 2019 | No Limit Hold’em       | 11         | Cary Katz            | Vereinigte Staaten      | 192.500          |        |
| 23. März 2019 | No Limit Hold’em       | 12         | Sam Soverel          | Vereinigte Staaten      | 210.000          |        |
| 19. Apr. 2019 | No Limit Hold’em       | 14         | Ben Yu               | Vereinigte Staaten      | 245.000          |        |
| 20. Apr. 2019 | No Limit Hold’em       | 10         | Almedin Imširović    | Bosnien und Herzegowina | 151.160          |        |
| 26. Mai 2019  | No Limit Hold’em       | 09         | Matthias Eibinger    | Osterreich              | 157.500          |        |
| 30. Mai 2019  | No Limit Hold’em       | 23         | Sam Soverel          | Vereinigte Staaten      | 235.880          |        |
| 2. Juli 2019  | No Limit Hold’em       | 26         | Mikita Badsjakouski  | Belarus                 | 299.000          |        |
| 3. Juli 2019  | No Limit Hold’em       | 09         | Mikita Badsjakouski  | Belarus                 | 157.500          |        |
| 10. Juli 2019 | No Limit Hold’em       | 21         | Mikita Badsjakouski  | Belarus                 | 248.220          |        |
| 25. Feb. 2021 | No Limit Hold’em       | 14         | Almedin Imširović    | Bosnien und Herzegowina | 185.800          |        |
| 10. März 2021 | No Limit Hold’em       | 48         | Sean Winter          | Vereinigte Staaten      | 408.000          |        |
| 2. Apr. 2021  | No Limit Hold’em       | 31         | Almedin Imširović    | Bosnien und Herzegowina | 310.000          |        |
| 3. Apr. 2021  | No Limit Hold’em       | 30         | Almedin Imširović    | Bosnien und Herzegowina | 300.000          |        |
| 7. Mai 2021   | No Limit Hold’em       | 36         | Bill Klein           | Vereinigte Staaten      | 324.000          |        |
| 8. Mai 2021   | No Limit Hold’em       | 27         | Jake Schindler       | Vereinigte Staaten      | 310.500          |        |
| 15. Juni 2021 | No Limit Hold’em       | 28         | Sean Perry           | Vereinigte Staaten      | 275.160          |        |
| 29. Sep. 2021 | No Limit Hold’em       | 11         | Almedin Imširović    | Bosnien und Herzegowina | 192.500          |        |
| 3. Okt. 2022  | No Limit Hold’em       | 25         | Daniel Colpoys       | Vereinigte Staaten      | 287.500          |        |
| 4. Okt. 2022  | No Limit Hold’em       | 23         | Talal Shakerchi      | Vereinigtes Konigreich  | 264.500          |        |
| 26. Sep. 2023 | No Limit Hold’em       | 16         | Adrián Mateos        | Spanien                 | 216.000          |        |
| 27. Sep. 2023 | No Limit Hold’em       | 16         | Örpen Kısacıkoğlu    | Turkei                  | 216.000          |        |

### Aria 50K
Das Aria 50K trug anfangs den Namen Aria Super High Roller und wurde bisher ausschließlich in der Variante No Limit Hold’em gespielt.
| Beginn        | Teilnehmer | Sieger            | Herkunft                | Preisgeld (in $) | Quelle |
| ------------- | ---------- | ----------------- | ----------------------- | ---------------- | ------ |
| 26. Sep. 2014 | 33         | Roger Sippl       | Vereinigte Staaten      | 776.160          |        |
| 17. Okt. 2014 | 14         | Sam Soverel       | Vereinigte Staaten      | 480.200          |        |
| 7. Nov. 2014  | 25         | David Sands       | Vereinigte Staaten      | 557.032          |        |
| 20. Dez. 2014 | 25         | Igor Kurganow     | Russland                | 637.000          |        |
| 27. Mai 2016  | 51         | Timofei Kusnezow  | Russland                | 748.446          |        |
| 3. Juni 2016  | 46         | Cary Katz         | Vereinigte Staaten      | 615.621          |        |
| 4. Juni 2016  | 40         | Fedor Holz        | Deutschland             | 637.392          |        |
| 7. Juli 2016  | 33         | Rainer Kempe      | Deutschland             | 531.245          |        |
| 8. Okt. 2016  | 25         | Brandon Steven    | Vereinigte Staaten      | 648.000          |        |
| 19. Nov. 2016 | 30         | David Peters      | Vereinigte Staaten      | 511.970          |        |
| 4. Feb. 2017  | 35         | Brian Rast        | Vereinigte Staaten      | 772.800          |        |
| 4. März 2017  | 24         | Rainer Kempe      | Deutschland             | 576.000          |        |
| 25. Mai 2017  | 56         | Justin Bonomo     | Vereinigte Staaten      | 779.520          |        |
| 30. Mai 2017  | 13         | Fedor Holz        | Deutschland             | 330.660          |        |
| 31. Mai 2017  | 15         | Fedor Holz        | Deutschland             | 417.600          |        |
| 5. Nov. 2018  | 25         | Matthias Eibinger | Osterreich              | 575.000          |        |
| 27. Feb. 2021 | 14         | Almedin Imširović | Bosnien und Herzegowina | 344.910          |        |
| 26. Sep. 2021 | 23         | Almedin Imširović | Bosnien und Herzegowina | 529.000          |        |

### Aria 100K
Das Aria 100K trug anfangs den Namen Aria Super High Roller und wurde bisher ausschließlich in der Variante No Limit Hold’em gespielt.
| Beginn        | Teilnehmer | Sieger              | Herkunft           | Preisgeld (in $) | Quelle |
| ------------- | ---------- | ------------------- | ------------------ | ---------------- | ------ |
| 10. Juli 2014 | 30         | Ole Schemion        | Deutschland        | 1.062.785        |        |
| 5. Sep. 2014  | 22         | Tom Marchese        | Vereinigte Staaten | 1.306.800        |        |
| 28. Okt. 2016 | 34         | Sam Soverel         | Vereinigte Staaten | 1.024.364        |        |
| 30. Dez. 2016 | 14         | Cary Katz           | Vereinigte Staaten | 0.733.000        |        |
| 26. Mai 2017  | 54         | Christian Christner | Deutschland        | 1.454.720        |        |
| 24. Mai 2018  | 31         | Jason Koon          | Vereinigte Staaten | 1.039.940        |        |
| 6. Nov. 2018  | 24         | David Peters        | Vereinigte Staaten | 1.104.000        |        |
| 8. Okt. 2021  | 22         | Jake Schindler      | Vereinigte Staaten | 0.655.000        |        |

### Aria 200K
Das Aria 200K kostet 200.000 US-Dollar Buy-in und wurde bisher ausschließlich in der Variante No Limit Hold’em gespielt.
| Beginn       | Teilnehmer | Sieger          | Herkunft           | Preisgeld (in $) | Quelle |
| ------------ | ---------- | --------------- | ------------------ | ---------------- | ------ |
| 9. Okt. 2021 | 17         | Nick Petrangelo | Vereinigte Staaten | 1.468.800        |        |

### Super High Roller Bowl

Logo des Super High Roller Bowl

| Beginn        | Variante         | Buy-in (in $) | Teilnehmer | Sieger              | Herkunft           | Preisgeld (in $) | Quelle |
| ------------- | ---------------- | ------------- | ---------- | ------------------- | ------------------ | ---------------- | ------ |
| 2. Juli 2015  | No Limit Hold’em | 500.000       | 43         | Brian Rast          | Vereinigte Staaten | 7.525.000        |        |
| 29. Mai 2016  | No Limit Hold’em | 300.000       | 49         | Rainer Kempe        | Deutschland        | 5.000.000        |        |
| 28. Mai 2017  | No Limit Hold’em | 300.000       | 56         | Christoph Vogelsang | Deutschland        | 6.000.000        |        |
| 27. Mai 2018  | No Limit Hold’em | 300.000       | 48         | Justin Bonomo       | Vereinigte Staaten | 5.000.000        |        |
| 17. Dez. 2018 | No Limit Hold’em | 300.000       | 36         | Isaac Haxton        | Vereinigte Staaten | 3.672.000        |        |
| 27. Sep. 2021 | No Limit Hold’em | 300.000       | 21         | Michael Addamo      | Australien         | 3.402.000        |        |
| 5. Okt. 2022  | No Limit Hold’em | 300.000       | 24         | Daniel Negreanu     | Kanada             | 3.312.000        |        |
| 28. Sep. 2023 | No Limit Hold’em | 300.000       | 20         | Isaac Haxton        | Vereinigte Staaten | 2.760.000        |        |
| 16. Okt. 2023 | Pot Limit Omaha  | 100.000       | 38         | Jared Bleznick      | Vereinigte Staaten | 1.292.000        |        |

### Poker Masters

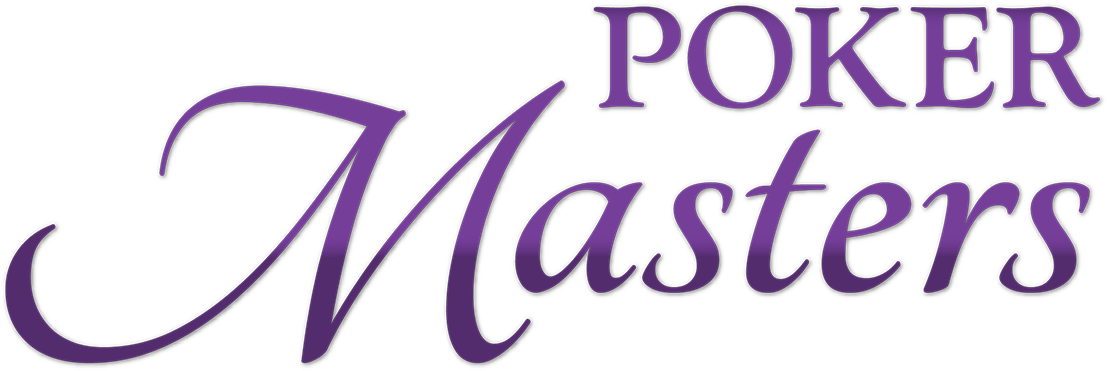
Logo der Poker Masters

| Beginn        | Variante                    | Buy-in (in $) | Teilnehmer | Sieger               | Herkunft                | Preisgeld (in $) | Quelle |
| ------------- | --------------------------- | ------------- | ---------- | -------------------- | ----------------------- | ---------------- | ------ |
| 13. Sep. 2017 | No Limit Hold’em            | 050.000       | 051        | Nick Schulman        | Vereinigte Staaten      | 0.918.000        |        |
| 14. Sep. 2017 | No Limit Hold’em            | 050.000       | 050        | Steffen Sontheimer   | Deutschland             | 0.900.000        |        |
| 15. Sep. 2017 | No Limit Hold’em            | 050.000       | 048        | Bryn Kenney          | Vereinigte Staaten      | 0.960.000        |        |
| 16. Sep. 2017 | No Limit Hold’em            | 050.000       | 039        | Brandon Adams        | Vereinigte Staaten      | 0.819.000        |        |
| 18. Sep. 2017 | No Limit Hold’em            | 100.000       | 036        | Steffen Sontheimer   | Deutschland             | 1.512.000        |        |
| 7. Sep. 2018  | No Limit Hold’em            | 010.000       | 069        | David Peters         | Vereinigte Staaten      | 0.193.200        |        |
| 8. Sep. 2018  | No Limit Hold’em            | 025.000       | 050        | Brandon Adams        | Vereinigte Staaten      | 0.400.000        |        |
| 9. Sep. 2018  | Pot Limit Omaha             | 025.000       | 037        | Keith Lehr           | Vereinigte Staaten      | 0.333.000        |        |
| 10. Sep. 2018 | No Limit Hold’em Short Deck | 010.000       | 055        | Isaac Haxton         | Vereinigte Staaten      | 0.176.000        |        |
| 11. Sep. 2018 | No Limit Hold’em            | 025.000       | 066        | Almedin Imširović    | Bosnien und Herzegowina | 0.462.000        |        |
| 12. Sep. 2018 | No Limit Hold’em            | 050.000       | 047        | Almedin Imširović    | Bosnien und Herzegowina | 0.799.000        |        |
| 13. Sep. 2018 | No Limit Hold’em            | 100.000       | 025        | David Peters         | Vereinigte Staaten      | 1.150.000        |        |
| 4. Nov. 2019  | No Limit Hold’em            | 010.000       | 097        | Isaac Baron          | Vereinigte Staaten      | 0.223.100        |        |
| 5. Nov. 2019  | Pot Limit Omaha             | 010.000       | 062        | Ryan Laplante        | Vereinigte Staaten      | 0.186.000        |        |
| 6. Nov. 2019  | No Limit Hold’em Short Deck | 010.000       | 037        | Jonathan Depa        | Vereinigte Staaten      | 0.133.200        |        |
| 7. Nov. 2019  | 8-Game                      | 010.000       | 045        | Jared Bleznick       | Vereinigte Staaten      | 0.153.000        |        |
| 8. Nov. 2019  | Big Bet Mix                 | 010.000       | 052        | Julien Martini       | Frankreich              | 0.166.400        |        |
| 9. Nov. 2019  | No Limit Hold’em            | 025.000       | 051        | Kristen Foxen        | Kanada                  | 0.408.000        |        |
| 10. Nov. 2019 | Pot Limit Omaha             | 025.000       | 034        | Sam Soverel          | Vereinigte Staaten      | 0.340.000        |        |
| 11. Nov. 2019 | No Limit Hold’em            | 025.000       | 041        | Sergi Reixach        | Spanien                 | 0.369.000        |        |
| 12. Nov. 2019 | No Limit Hold’em            | 025.000       | 049        | Kahle Burns          | Australien              | 0.416.500        |        |
| 13. Nov. 2019 | No Limit Hold’em            | 050.000       | 034        | Sam Soverel          | Vereinigte Staaten      | 0.680.000        |        |
| 7. Sep. 2021  | No Limit Hold’em            | 010.000       | 082        | Shannon Shorr        | Vereinigte Staaten      | 0.205.000        |        |
| 8. Sep. 2021  | No Limit Hold’em            | 010.000       | 086        | Sean Perry           | Vereinigte Staaten      | 0.206.400        |        |
| 9. Sep. 2021  | Pot Limit Omaha             | 010.000       | 069        | Adam Hendrix         | Vereinigte Staaten      | 0.186.300        |        |
| 10. Sep. 2021 | No Limit Hold’em            | 010.000       | 073        | Brock Wilson         | Vereinigte Staaten      | 0.189.800        |        |
| 11. Sep. 2021 | No Limit Hold’em            | 010.000       | 066        | Daniel Negreanu      | Kanada                  | 0.178.200        |        |
| 12. Sep. 2021 | 8-Game                      | 010.000       | 030        | Maxx Coleman         | Vereinigte Staaten      | 0.120.000        |        |
| 13. Sep. 2021 | No Limit Hold’em            | 010.000       | 068        | Stephen Chidwick     | Vereinigtes Konigreich  | 0.183.600        |        |
| 14. Sep. 2021 | No Limit Hold’em            | 025.000       | 057        | Chris Brewer         | Vereinigte Staaten      | 0.427.500        |        |
| 15. Sep. 2021 | Pot Limit Omaha             | 025.000       | 043        | Miles Rampel         | Vereinigte Staaten      | 0.365.500        |        |
| 16. Sep. 2021 | No Limit Hold’em            | 025.000       | 038        | Mikita Badsjakouski  | Belarus                 | 0.342.000        |        |
| 17. Sep. 2021 | No Limit Hold’em            | 050.000       | 034        | Michael Addamo       | Australien              | 0.680.000        |        |
| 18. Sep. 2021 | No Limit Hold’em            | 100.000       | 029        | Michael Addamo       | Australien              | 1.160.000        |        |
| 21. Sep. 2022 | No Limit Hold’em            | 010.000       | 085        | Jeremy Ausmus        | Vereinigte Staaten      | 0.204.000        |        |
| 22. Sep. 2022 | No Limit Hold’em            | 010.000       | 076        | Ethan Yau            | Vereinigte Staaten      | 0.197.600        |        |
| 23. Sep. 2022 | Pot Limit Omaha             | 010.000       | 081        | Ronald Keijzer       | Niederlande             | 0.202.500        |        |
| 24. Sep. 2022 | No Limit Hold’em            | 010.000       | 073        | Adam Hendrix         | Vereinigte Staaten      | 0.192.400        |        |
| 26. Sep. 2022 | 8-Game                      | 010.000       | 062        | Nick Guagenti        | Vereinigte Staaten      | 0.186.000        |        |
| 27. Sep. 2022 | No Limit Hold’em            | 010.000       | 097        | Martin Zamani        | Vereinigte Staaten      | 0.223.100        |        |
| 28. Sep. 2022 | No Limit Hold’em            | 025.000       | 069        | Andrew Lichtenberger | Vereinigte Staaten      | 0.465.750        |        |
| 29. Sep. 2022 | Pot Limit Omaha             | 025.000       | 040        | Tony Bloom           | Vereinigtes Konigreich  | 0.360.000        |        |
| 30. Sep. 2022 | No Limit Hold’em            | 025.000       | 054        | Sean Winter          | Vereinigte Staaten      | 0.432.000        |        |
| 1. Okt. 2022  | No Limit Hold’em            | 050.000       | 037        | Jason Koon           | Vereinigte Staaten      | 0.666.000        |        |
| 14. Sep. 2023 | No Limit Hold’em            | 010.000       | 114        | Vladas Tamašauskas   | Litauen                 | 0.239.400        |        |
| 15. Sep. 2023 | No Limit Hold’em            | 010.000       | 097        | Darren Elias         | Vereinigte Staaten      | 0.223.100        |        |
| 16. Sep. 2023 | No Limit Hold’em            | 010.000       | 087        | Vladas Tamašauskas   | Litauen                 | 0.208.800        |        |
| 18. Sep. 2023 | No Limit Hold’em            | 010.000       | 091        | David Rheem          | Vereinigte Staaten      | 0.218.400        |        |
| 19. Sep. 2023 | No Limit Hold’em            | 010.000       | 085        | Andrew Lichtenberger | Vereinigte Staaten      | 0.204.000        |        |
| 20. Sep. 2023 | No Limit Hold’em            | 010.000       | 095        | Örpen Kısacıkoğlu    | Turkei                  | 0.218.500        |        |
| 21. Sep. 2023 | No Limit Hold’em            | 025.000       | 044        | Nick Schulman        | Vereinigte Staaten      | 0.374.000        |        |
| 22. Sep. 2023 | No Limit Hold’em            | 025.000       | 050        | Stephen Chidwick     | Vereinigtes Konigreich  | 0.400.000        |        |
| 23. Sep. 2023 | No Limit Hold’em            | 025.000       | 037        | Justin Bonomo        | Vereinigte Staaten      | 0.333.000        |        |
| 25. Sep. 2023 | No Limit Hold’em            | 050.000       | 042        | Jonathan Jaffe       | Vereinigte Staaten      | 0.756.000        |        |

### US Poker Open

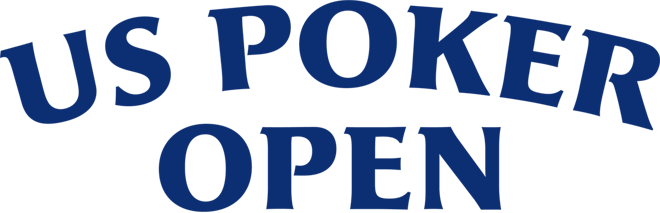
Logo der US Poker Open

| Beginn        | Variante                    | Buy-in (in $) | Teilnehmer | Sieger            | Herkunft                | Preisgeld (in $) | Quelle |
| ------------- | --------------------------- | ------------- | ---------- | ----------------- | ----------------------- | ---------------- | ------ |
| 1. Feb. 2018  | No Limit Hold’em            | 010.000       | 068        | Justin Bonomo     | Vereinigte Staaten      | 0.190.400        |        |
| 2. Feb. 2018  | Pot Limit Omaha             | 010.000       | 064        | Mike Gorodinsky   | Vereinigte Staaten      | 0.179.200        |        |
| 3. Feb. 2018  | No Limit Hold’em            | 025.000       | 044        | Stephen Chidwick  | Vereinigtes Konigreich  | 0.374.000        |        |
| 5. Feb. 2018  | 8-Game                      | 025.000       | 045        | Stephen Chidwick  | Vereinigtes Konigreich  | 0.382.500        |        |
| 6. Feb. 2018  | No Limit Hold’em            | 010.000       | 067        | Ben Tollerene     | Vereinigte Staaten      | 0.187.600        |        |
| 7. Feb. 2018  | No Limit Hold’em            | 025.000       | 049        | Benjamin Pollak   | Frankreich              | 0.416.500        |        |
| 8. Feb. 2018  | No Limit Hold’em            | 025.000       | 050        | David Peters      | Vereinigte Staaten      | 0.400.000        |        |
| 9. Feb. 2018  | No Limit Hold’em            | 050.000       | 033        | Keith Tilston     | Vereinigte Staaten      | 0.660.000        |        |
| 13. Feb. 2019 | No Limit Hold’em            | 010.000       | 090        | Stephen Chidwick  | Vereinigtes Konigreich  | 0.216.000        |        |
| 14. Feb. 2019 | Pot Limit Omaha             | 010.000       | 064        | Jordan Cristos    | Vereinigte Staaten      | 0.179.200        |        |
| 15. Feb. 2019 | No Limit Hold’em            | 010.000       | 091        | Lauren Roberts    | Vereinigte Staaten      | 0.218.400        |        |
| 16. Feb. 2019 | No Limit Hold’em Short Deck | 010.000       | 042        | Sean Winter       | Vereinigte Staaten      | 0.151.200        |        |
| 17. Feb. 2019 | No Limit Hold’em            | 025.000       | 059        | Almedin Imširović | Bosnien und Herzegowina | 0.442.500        |        |
| 18. Feb. 2019 | Pot Limit Omaha             | 025.000       | 039        | Stephen Chidwick  | Vereinigtes Konigreich  | 0.351.000        |        |
| 19. Feb. 2019 | No Limit Hold’em            | 025.000       | 060        | Bryn Kenney       | Vereinigte Staaten      | 0.450.000        |        |
| 20. Feb. 2019 | 8-Game                      | 025.000       | 020        | Nick Schulman     | Vereinigte Staaten      | 0.270.000        |        |
| 21. Feb. 2019 | No Limit Hold’em            | 050.000       | 041        | Koray Aldemir     | Deutschland             | 0.738.000        |        |
| 22. Feb. 2019 | No Limit Hold’em            | 100.000       | 033        | David Peters      | Vereinigte Staaten      | 1.320.000        |        |
| 3. Juni 2021  | No Limit Hold’em            | 010.000       | 095        | Jake Daniels      | Vereinigte Staaten      | 0.218.500        |        |
| 4. Juni 2021  | Pot Limit Omaha             | 010.000       | 065        | Sam Soverel       | Vereinigte Staaten      | 0.175.500        |        |
| 5. Juni 2021  | No Limit Hold’em            | 010.000       | 077        | Joe McKeehen      | Vereinigte Staaten      | 0.200.200        |        |
| 6. Juni 2021  | Big Bet Mix                 | 010.000       | 048        | John Riordan      | Vereinigte Staaten      | 0.163.200        |        |
| 7. Juni 2021  | No Limit Hold’em            | 010.000       | 085        | Joey Weissman     | Vereinigte Staaten      | 0.204.000        |        |
| 8. Juni 2021  | 8-Game                      | 010.000       | 068        | Eli Elezra        | Vereinigte Staaten      | 0.183.600        |        |
| 9. Juni 2021  | No Limit Hold’em            | 010.000       | 099        | David Peters      | Vereinigte Staaten      | 0.217.800        |        |
| 10. Juni 2021 | Pot Limit Omaha             | 010.000       | 063        | Jared Bleznick    | Vereinigte Staaten      | 0.189.000        |        |
| 11. Juni 2021 | No Limit Hold’em            | 010.000       | 099        | Almedin Imširović | Bosnien und Herzegowina | 0.217.800        |        |
| 12. Juni 2021 | No Limit Hold’em Short Deck | 010.000       | 027        | David Peters      | Vereinigte Staaten      | 0.124.200        |        |
| 13. Juni 2021 | No Limit Hold’em            | 025.000       | 069        | David Peters      | Vereinigte Staaten      | 0.465.750        |        |
| 14. Juni 2021 | No Limit Hold’em            | 050.000       | 042        | Sean Winter       | Vereinigte Staaten      | 0.756.000        |        |
| 16. März 2022 | No Limit Hold’em            | 010.000       | 093        | Shannon Shorr     | Vereinigte Staaten      | 0.213.900        |        |
| 17. März 2022 | Pot Limit Omaha             | 010.000       | 077        | Justin Young      | Vereinigte Staaten      | 0.200.200        |        |
| 18. März 2022 | No Limit Hold’em            | 010.000       | 088        | Adam Hendrix      | Vereinigte Staaten      | 0.211.200        |        |
| 19. März 2022 | Big Bet Mix                 | 010.000       | 053        | Tamon Nakamura    | Japan                   | 0.169.600        |        |
| 20. März 2022 | No Limit Hold’em            | 010.000       | 066        | Jeremy Ausmus     | Vereinigte Staaten      | 0.178.200        |        |
| 21. März 2022 | 8-Game                      | 015.000       | 047        | Tamon Nakamura    | Japan                   | 0.239.700        |        |
| 22. März 2022 | No Limit Hold’em            | 015.000       | 070        | Alex Foxen        | Vereinigte Staaten      | 0.283.500        |        |
| 23. März 2022 | Pot Limit Omaha             | 015.000       | 066        | David Rheem       | Vereinigte Staaten      | 0.267.300        |        |
| 24. März 2022 | No Limit Hold’em            | 025.000       | 063        | Erik Seidel       | Vereinigte Staaten      | 0.472.500        |        |
| 25. März 2022 | Pot Limit Omaha             | 025.000       | 049        | Dylan Weisman     | Vereinigte Staaten      | 0.416.500        |        |
| 26. März 2022 | No Limit Hold’em            | 025.000       | 055        | Sean Winter       | Vereinigte Staaten      | 0.440.000        |        |
| 27. März 2022 | No Limit Hold’em            | 050.000       | 042        | Sean Winter       | Vereinigte Staaten      | 0.756.000        |        |
| 23. März 2023 | No Limit Hold’em            | 010.000       | 105        | Joey Weissman     | Vereinigte Staaten      | 0.231.000        |        |
| 24. März 2023 | No Limit Hold’em            | 010.000       | 105        | Ren Lin           | Vereinigte Staaten      | 0.231.000        |        |
| 25. März 2023 | No Limit Hold’em            | 010.000       | 093        | Sam Soverel       | Vereinigte Staaten      | 0.213.900        |        |
| 27. März 2023 | Pot Limit Omaha             | 010.000       | 077        | Allan Le          | Vereinigte Staaten      | 0.200.200        |        |
| 28. März 2023 | No Limit Hold’em            | 010.000       | 088        | Phil Hellmuth     | Vereinigte Staaten      | 0.211.200        |        |
| 29. März 2023 | Pot Limit Omaha             | 015.000       | 062        | Isaac Kempton     | Vereinigte Staaten      | 0.279.000        |        |
| 30. März 2023 | No Limit Hold’em            | 015.000       | 087        | Darren Elias      | Vereinigte Staaten      | 0.313.200        |        |
| 31. März 2023 | No Limit Hold’em            | 025.000       | 054        | Isaac Haxton      | Vereinigte Staaten      | 0.432.000        |        |
| 1. Apr. 2023  | No Limit Hold’em            | 025.000       | 047        | Dan Smith         | Vereinigte Staaten      | 0.399.500        |        |
| 3. Apr. 2023  | No Limit Hold’em            | 050.000       | 037        | Martin Zamani     | Vereinigte Staaten      | 0.666.000        |        |

### PokerGO Cup

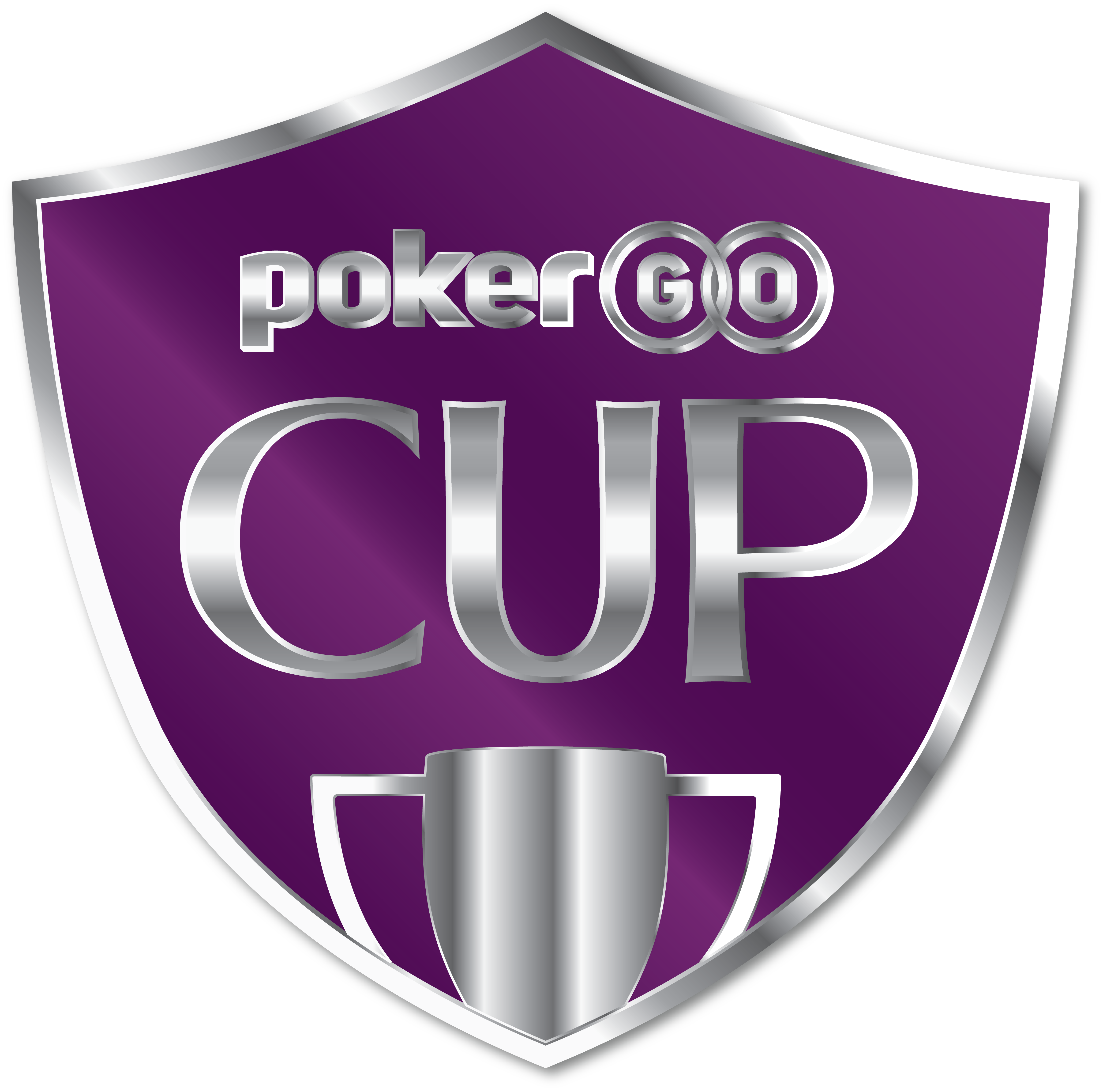
Logo des PokerGO Cup

Beim PokerGO Cup wird ausschließlich No Limit Hold’em gespielt.
| Beginn        | Buy-in (in $) | Teilnehmer | Sieger            | Herkunft                | Preisgeld (in $) | Quelle |
| ------------- | ------------- | ---------- | ----------------- | ----------------------- | ---------------- | ------ |
| 6. Juli 2021  | 010.000       | 66         | Alex Foxen        | Vereinigte Staaten      | 0.178.200        |        |
| 7. Juli 2021  | 010.000       | 61         | Almedin Imširović | Bosnien und Herzegowina | 0.183.000        |        |
| 8. Juli 2021  | 010.000       | 53         | Dylan Linde       | Vereinigte Staaten      | 0.169.600        |        |
| 9. Juli 2021  | 015.000       | 50         | Almedin Imširović | Bosnien und Herzegowina | 0.240.000        |        |
| 10. Juli 2021 | 025.000       | 36         | Jake Schindler    | Vereinigte Staaten      | 0.324.000        |        |
| 11. Juli 2021 | 025.000       | 36         | Jason Koon        | Vereinigte Staaten      | 0.324.000        |        |
| 12. Juli 2021 | 050.000       | 35         | Daniel Negreanu   | Kanada                  | 0.700.000        |        |
| 13. Juli 2021 | 100.000       | 23         | Cary Katz         | Vereinigte Staaten      | 1.058.000        |        |
| 2. Feb. 2022  | 010.000       | 77         | Daniel Colpoys    | Vereinigte Staaten      | 0.200.200        |        |
| 3. Feb. 2022  | 010.000       | 80         | Sean Perry        | Vereinigte Staaten      | 0.200.000        |        |
| 4. Feb. 2022  | 010.000       | 80         | Jake Daniels      | Vereinigte Staaten      | 0.200.000        |        |
| 5. Feb. 2022  | 015.000       | 65         | Jeremy Ausmus     | Vereinigte Staaten      | 0.263.250        |        |
| 6. Feb. 2022  | 025.000       | 41         | Nick Petrangelo   | Vereinigte Staaten      | 0.369.000        |        |
| 7. Feb. 2022  | 025.000       | 35         | Daniel Negreanu   | Kanada                  | 0.350.000        |        |
| 8. Feb. 2022  | 025.000       | 43         | Almedin Imširović | Bosnien und Herzegowina | 0.365.500        |        |
| 9. Feb. 2022  | 050.000       | 32         | Sean Perry        | Vereinigte Staaten      | 0.640.000        |        |
| 11. Jan. 2023 | 010.000       | 90         | Sean Winter       | Vereinigte Staaten      | 0.216.000        |        |
| 12. Jan. 2023 | 010.000       | 83         | Aram Zobian       | Vereinigte Staaten      | 0.207.500        |        |
| 13. Jan. 2023 | 010.000       | 90         | Edward Sebesta    | Vereinigte Staaten      | 0.216.000        |        |
| 14. Jan. 2023 | 010.000       | 78         | Justin Saliba     | Vereinigte Staaten      | 0.195.000        |        |
| 16. Jan. 2023 | 015.000       | 56         | Anthony Hu        | Vereinigte Staaten      | 0.268.800        |        |
| 17. Jan. 2023 | 025.000       | 50         | Alex Foxen        | Vereinigte Staaten      | 0.317.040        |        |
| 18. Jan. 2023 | 025.000       | 31         | Punnat Punsri     | Thailand                | 0.310.000        |        |
| 19. Jan. 2023 | 050.000       | 26         | Isaac Haxton      | Vereinigte Staaten      | 0.598.000        |        |
| 25. Jan. 2024 | 005.000       |            |                   |                         |                  |        |
| 26. Jan. 2024 | 010.000       |            |                   |                         |                  |        |
| 27. Jan. 2024 | 010.000       |            |                   |                         |                  |        |
| 29. Jan. 2024 | 010.000       |            |                   |                         |                  |        |
| 30. Jan. 2024 | 010.000       |            |                   |                         |                  |        |
| 31. Jan. 2024 | 015.000       |            |                   |                         |                  |        |
| 1. Feb. 2024  | 015.000       |            |                   |                         |                  |        |
| 2. Feb. 2024  | 025.000       |            |                   |                         |                  |        |

### Stairway to Millions

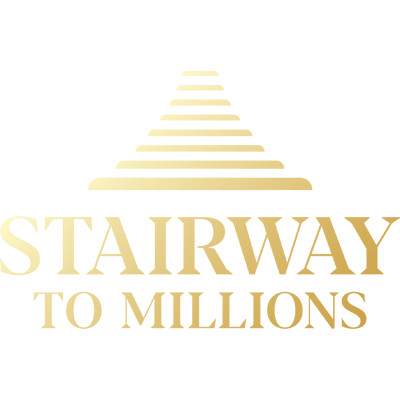
Logo der Stairway to Millions

| Beginn        | Buy-in (in $) | Teilnehmer | Sieger          | Herkunft           | Preisgeld (in $) | Quelle |
| ------------- | ------------- | ---------- | --------------- | ------------------ | ---------------- | ------ |
| 12. Jan. 2022 | 001.000       | 190        | Daniel Sepiol   | Vereinigte Staaten | 0.028.500        |        |
| 13. Jan. 2022 | 002.000       | 129        | Chance Kornuth  | Vereinigte Staaten | 0.051.600        |        |
| 14. Jan. 2022 | 004.000       | 084        | Chance Kornuth  | Vereinigte Staaten | 0.080.640        |        |
| 15. Jan. 2022 | 008.000       | 056        | Salim Admon     | Vereinigte Staaten | 0.138.880        |        |
| 16. Jan. 2022 | 015.000       | 043        | Michael Wang    | Vereinigte Staaten | 0.219.300        |        |
| 17. Jan. 2022 | 025.000       | 025        | Jake Schindler  | Vereinigte Staaten | 0.287.500        |        |
| 18. Jan. 2022 | 050.000       | 021        | Nick Petrangelo | Vereinigte Staaten | 0.567.000        |        |
| 19. Jan. 2022 | 100.000       | 019        | Nick Petrangelo | Vereinigte Staaten | 1.026.000        |        |

### PGT Mixed Games

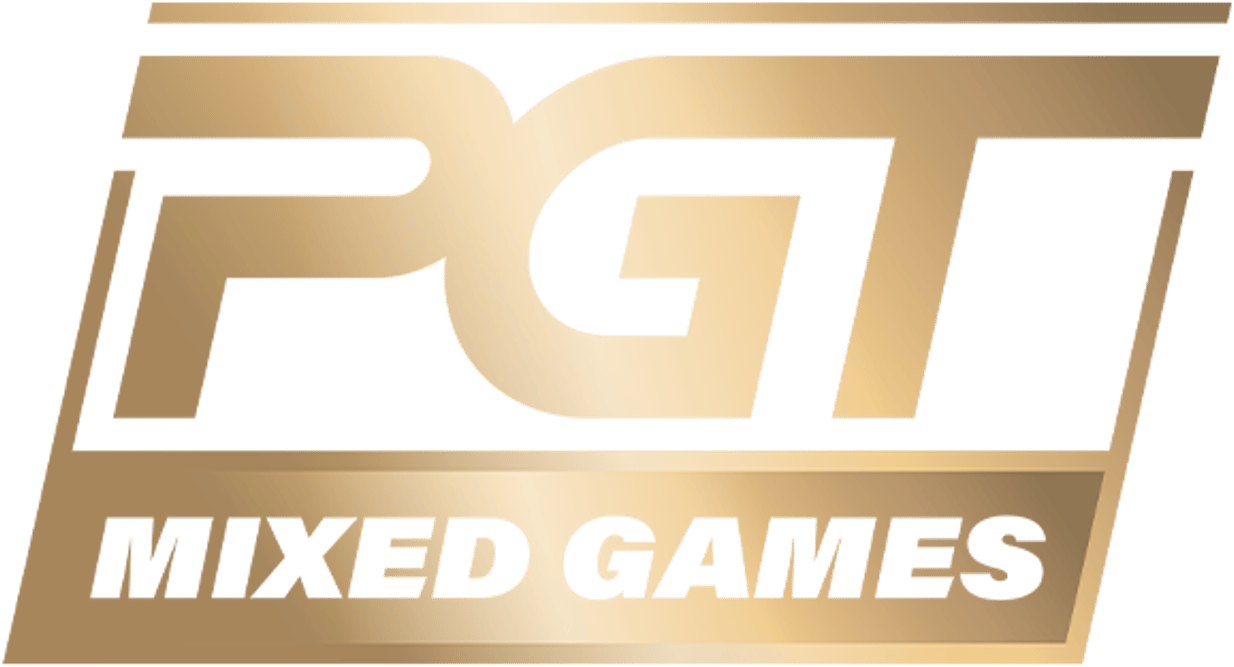
Logo der PGT Mixed Games

| Beginn        | Variante                 | Buy-in (in $) | Teilnehmer | Sieger             | Herkunft           | Preisgeld (in $) | Quelle |
| ------------- | ------------------------ | ------------- | ---------- | ------------------ | ------------------ | ---------------- | ------ |
| 4. Feb. 2023  | H.O.R.S.E.               | 10.000        | 87         | Shaun Deeb         | Vereinigte Staaten | 208.800          |        |
| 5. Feb. 2023  | 8-Game                   | 10.000        | 88         | John Monnette      | Vereinigte Staaten | 211.200          |        |
| 6. Feb. 2023  | Triple Stud Mix          | 10.000        | 60         | Eli Elezra         | Vereinigte Staaten | 180.000          |        |
| 7. Feb. 2023  | Big Bet Mix              | 10.000        | 69         | Ben Lamb           | Vereinigte Staaten | 186.300          |        |
| 8. Feb. 2023  | Triple Draw Mix          | 10.000        | 69         | Nick Guagenti      | Vereinigte Staaten | 186.300          |        |
| 9. Feb. 2023  | Dealer’s Choice          | 10.000        | 56         | Scott Abrams       | Vereinigte Staaten | 179.200          |        |
| 10. Feb. 2023 | 10-Game                  | 25.000        | 57         | Jason Mercier      | Vereinigte Staaten | 367.500          |        |
| 11. Feb. 2023 | No Limit 2-7 Single Draw | 05.000        | 52         | Cary Katz          | Vereinigte Staaten | 083.200          |        |
| 5. Okt. 2023  | H.O.R.S.E.               | 10.000        | 72         | David Funkhouser   | Vereinigte Staaten | 187.200          |        |
| 6. Okt. 2023  | Big Bet Mix              | 10.000        | 57         | David Rheem        | Vereinigte Staaten | 171.000          |        |
| 7. Okt. 2023  | 10-Game                  | 05.000        | 72         | David Prociak      | Vereinigte Staaten | 093.600          |        |
| 9. Okt. 2023  | 8-Game                   | 10.000        | 56         | Dzmitry Urbanovich | Polen              | 179.200          |        |
| 10. Okt. 2023 | Triple Stud Mix          | 10.000        | 40         | Nick Schulman      | Vereinigte Staaten | 144.000          |        |
| 11. Okt. 2023 | Dealer’s Choice          | 10.000        | 49         | Dylan Weisman      | Vereinigte Staaten | 166.600          |        |
| 12. Okt. 2023 | Triple Draw Mix          | 10.000        | 51         | Hal Rotholz        | Vereinigte Staaten | 163.200          |        |
| 13. Okt. 2023 | 10-Game                  | 25.000        | 29         | Maxx Coleman       | Vereinigte Staaten | 290.000          |        |
| 14. Okt. 2023 | No Limit 2-7 Single Draw | 05.000        | 24         | Arthur Morris      | Vereinigte Staaten | 049.902          |        |

### PGT PLO Series

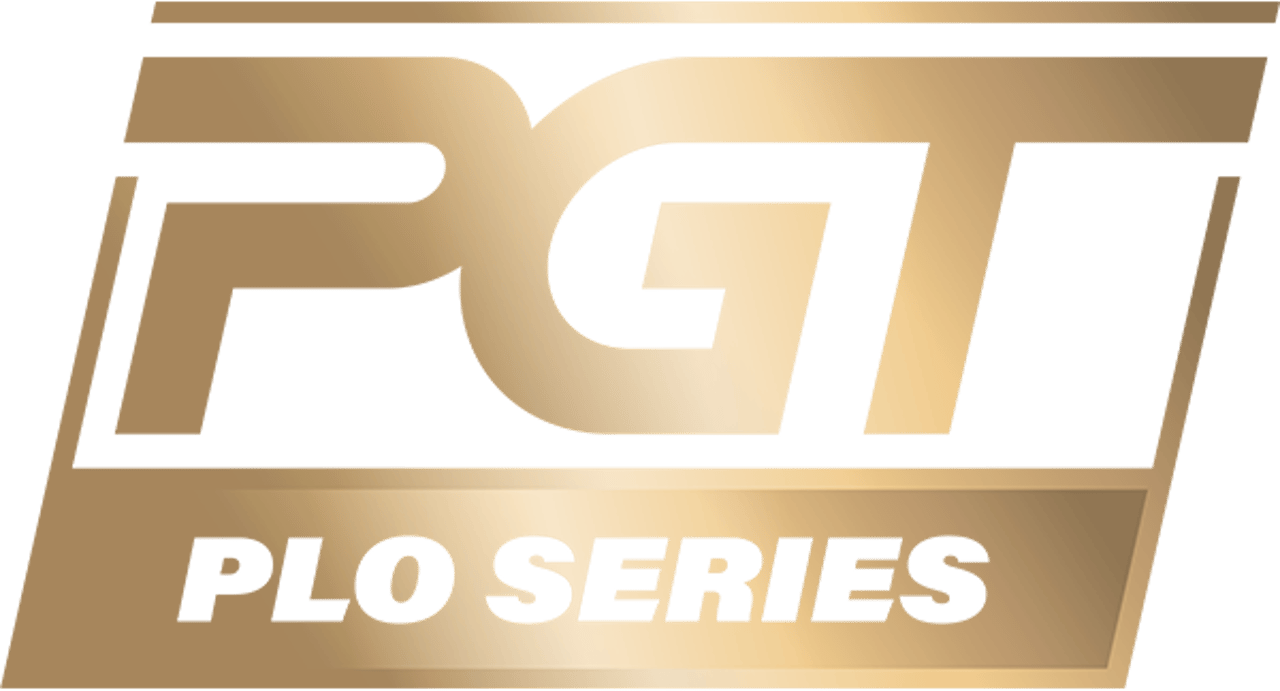
Logo der PGT PLO Series

| Beginn        | Variante                        | Buy-in (in $) | Teilnehmer | Sieger          | Herkunft           | Preisgeld (in $) | Quelle |
| ------------- | ------------------------------- | ------------- | ---------- | --------------- | ------------------ | ---------------- | ------ |
| 11. März 2023 | Pot Limit Omaha                 | 05.000        | 200        | Daniyal Iqbal   | Vereinigte Staaten | 160.000          |        |
| 12. März 2023 | Pot Limit Omaha                 | 05.000        | 179        | Allen Shen      | Kanada             | 091.290          |        |
| 13. März 2023 | Pot Limit Omaha                 | 10.000        | 130        | Nacho Barbero   | Argentinien        | 234.000          |        |
| 14. März 2023 | Pot Limit Omaha Hi-Lo           | 10.000        | 080        | Sean Troha      | Vereinigte Staaten | 200.000          |        |
| 15. März 2023 | Pot Limit Omaha                 | 10.000        | 112        | Lautaro Guerra  | Spanien            | 220.400          |        |
| 16. März 2023 | PLO/PLO8/Big O Mix              | 10.000        | 086        | James Collopy   | Vereinigte Staaten | 206.400          |        |
| 17. März 2023 | Pot Limit Omaha                 | 15.000        | 114        | Lautaro Guerra  | Spanien            | 228.000          |        |
| 18. März 2023 | Pot Limit Omaha                 | 25.000        | 083        | Lautaro Guerra  | Spanien            | 518.750          |        |
| 19. März 2023 | Five Card Pot Limit Omaha       | 02.000        | 095        | Ronald Keijzer  | Niederlande        | 043.700          |        |
| 19. Okt. 2023 | Pot Limit Omaha                 | 05.000        | 172        | Matthew Wantman | Vereinigte Staaten | 150.500          |        |
| 20. Okt. 2023 | Pot Limit Omaha                 | 07.500        | 149        | Eelis Pärssinen | Finnland           | 149.000          |        |
| 21. Okt. 2023 | Pot Limit Omaha                 | 10.000        | 103        | Stephen Hubbard | Vereinigte Staaten | 231.750          |        |
| 22. Okt. 2023 | Pot Limit Omaha                 | 15.000        | 101        | Adam Hendrix    | Vereinigte Staaten | 172.710          |        |
| 23. Okt. 2023 | Pot Limit Omaha                 | 10.000        | 114        | Bryce Yockey    | Vereinigte Staaten | 239.400          |        |
| 24. Okt. 2023 | Pot Limit Omaha Dealer’s Choice | 10.000        | 065        | João Simão      | Brasilien          | 182.000          |        |
| 27. Okt. 2023 | Pot Limit Omaha                 | 10.000        | 086        | Benjamin Juhász | Ungarn             | 206.400          |        |
| 28. Okt. 2023 | Pot Limit Omaha Hi-Lo           | 10.000        | 055        | Zhen Cai        | Vereinigte Staaten | 176.000          |        |
| 29. Okt. 2023 | Pot Limit Omaha                 | 25.000        | 075        | Daniel Geeng    | Vereinigte Staaten | 487.500          |        |
| 30. Okt. 2023 | Five Card Pot Limit Omaha       | 02.000        | 048        | David Wang      | Vereinigte Staaten | 032.640          |        |

### PGT Sprint
Beim PGT Sprint wird ausschließlich No Limit Hold’em gespielt.
| Beginn       | Buy-in (in $) | Teilnehmer | Sieger        | Herkunft           | Preisgeld (in $) | Quelle |
| ------------ | ------------- | ---------- | ------------- | ------------------ | ---------------- | ------ |
| 1. Nov. 2023 | 05.000        | 63         | John Riordan  | Vereinigte Staaten | 94.500           |        |
| 2. Nov. 2023 | 05.000        | 52         | Isaac Kempton | Vereinigte Staaten | 83.200           |        |
| 3. Nov. 2023 | 05.000        | 64         | Ping Liu      | Vereinigte Staaten | 89.600           |        |
| 4. Nov. 2023 | 10.000        | 35         | John Hennigan | Vereinigte Staaten | 97.894           |        |

### PGT Last Chance

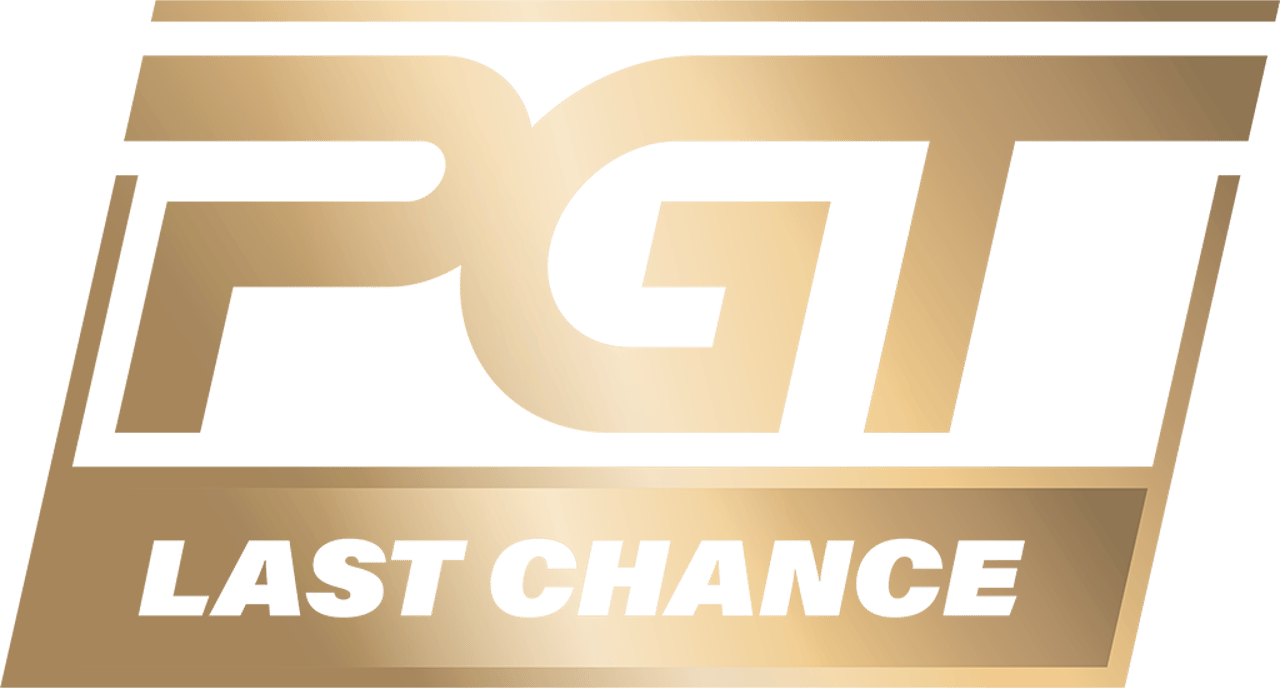
Logo des PGT Last Chance

Beim PGT Last Chance wird ausschließlich No Limit Hold’em bei einem Buy-in von 10.000 US-Dollar gespielt.
| Beginn       | Teilnehmer | Sieger             | Herkunft           | Preisgeld (in $) | Quelle |
| ------------ | ---------- | ------------------ | ------------------ | ---------------- | ------ |
| 2. Jan. 2024 | 91         | Daniel Negreanu    | Kanada             | 218.400          |        |
| 3. Jan. 2024 | 88         | Artur Martirossjan | Russland           | 211.200          |        |
| 4. Jan. 2024 | 82         | Samuel Laskowitz   | Vereinigte Staaten | 205.000          |        |
| 5. Jan. 2024 | 78         | Dylan DeStefano    | Vereinigte Staaten | 195.000          |        |
| 6. Jan. 2024 | 79         | Artur Martirossjan | Russland           | 197.500          |        |
| 7. Jan. 2024 | 79         | Nick Schulman      | Vereinigte Staaten | 161.500          |        |

### PGT Kickoff
Beim PGT Kickoff wird ausschließlich No Limit Hold’em gespielt.
| Beginn        | Buy-in (in $) | Teilnehmer | Sieger | Herkunft | Preisgeld (in $) | Quelle |
| ------------- | ------------- | ---------- | ------ | -------- | ---------------- | ------ |
| 11. Jan. 2024 | 05.000        |            |        |          |                  |        |
| 12. Jan. 2024 | 05.000        |            |        |          |                  |        |
| 13. Jan. 2024 | 05.000        |            |        |          |                  |        |
| 14. Jan. 2024 | 05.000        |            |        |          |                  |        |
| 15. Jan. 2024 | 10.000        |            |        |          |                  |        |

### Sonstige
| Beginn        | Bezeichnung                                  | Buy-in (in $) | Teilnehmer | Sieger          | Herkunft           | Preisgeld (in $) | Quelle |
| ------------- | -------------------------------------------- | ------------- | ---------- | --------------- | ------------------ | ---------------- | ------ |
| 9. Juni 2015  | Super High Roller Q1                         | 025.000       | 022        | Brian Rast      | Vereinigte Staaten | 0.500.000        |        |
| 20. Juni 2015 | Super High Roller Q2                         | 025.000       | 010        | Andrew Robl     | Vereinigte Staaten | 0.120.000        |        |
| 27. Juni 2015 | Super High Roller Celebrity Shootout         | 100.000       | 010        | Vanessa Selbst  | Vereinigte Staaten | 1.000.000        |        |
| 29. Juni 2015 | Super High Roller Q3                         | 025.000       | 025        | Cary Katz       | Vereinigte Staaten | 0.500.000        |        |
| 26. Juni 2016 | Aria High Roller Knockout                    | 030.000       | 031        | Dan Smith       | Vereinigte Staaten | 0.285.200        |        |
| 20. Mai 2018  | WPT Bobby Baldwin Classic                    | 010.000       | 162        | Darren Elias    | Vereinigte Staaten | 0.387.580        |        |
| 24. Mai 2018  | WPT Tournament of Champions                  | 015.000       | 080        | Matt Waxman     | Vereinigte Staaten | 0.463.375        |        |
| 16. Dez. 2018 | Super High Roller Bowl Q1                    | 010.000       | 025        | Dominik Nitsche | Deutschland        | 0.125.000        |        |
| 27. Mai 2019  | WPT Aria Summer Championship                 | 010.000       | 192        | Matthew Wantman | Vereinigte Staaten | 0.443.475        |        |
| 1. Juni 2019  | Baccarat Crystal WPT Tournament of Champions | 015.000       | 076        | Ole Schemion    | Deutschland        | 0.440.395        |        |
| 28. Juni 2019 | partypoker Millions Vegas @ Aria             | 010.000       | 536        | Tom Marchese    | Vereinigte Staaten | 1.000.000        |        |
| 20. Dez. 2021 | PokerGO Tour Championship                    | 050.000       | 046        | Rok Gostiša     | Slowenien          | 0.782.000        |        |
| 19. Apr. 2022 | PGT Stairway                                 | 003.200       | 060        | Griffin Paul    | Vereinigte Staaten | 0.054.000        |        |
| 21. Apr. 2022 | PGT Heads-Up Showdown                        | 025.000       | 032        | David Rheem     | Vereinigte Staaten | 0.400.000        |        |
| 21. Dez. 2022 | PokerGO Tour Championship                    | Freeroll      | 015        | Jason Koon      | Vereinigte Staaten | 0.500.000        |        |
| 9. Jan. 2024  | PokerGO Tour Championship                    | Freeroll      | 054        |                 |                    | 0.500.000        |        |

## Rekorde
Stand: 9. Januar 2024 (nach der PGT Last Chance)

### Rekordsieger
| Platz | Spieler           | Herkunft                | Siege |
| ----- | ----------------- | ----------------------- | ----- |
| 1     | Sam Soverel       | Vereinigte Staaten      | 22    |
| 2     | Almedin Imširović | Bosnien und Herzegowina | 19    |
| 3     | Jake Schindler    | Vereinigte Staaten      | 17    |
| 4     | Stephen Chidwick  | Vereinigtes Konigreich  | 16    |
| 4     | Cary Katz         | Vereinigte Staaten      | 16    |
| 6     | David Peters      | Vereinigte Staaten      | 13    |
| 7     | Justin Bonomo     | Vereinigte Staaten      | 11    |
| 7     | Sean Winter       | Vereinigte Staaten      | 11    |
| 9     | Tom Marchese      | Vereinigte Staaten      | 10    |
| 10    | Dan Smith         | Vereinigte Staaten      | 09    |

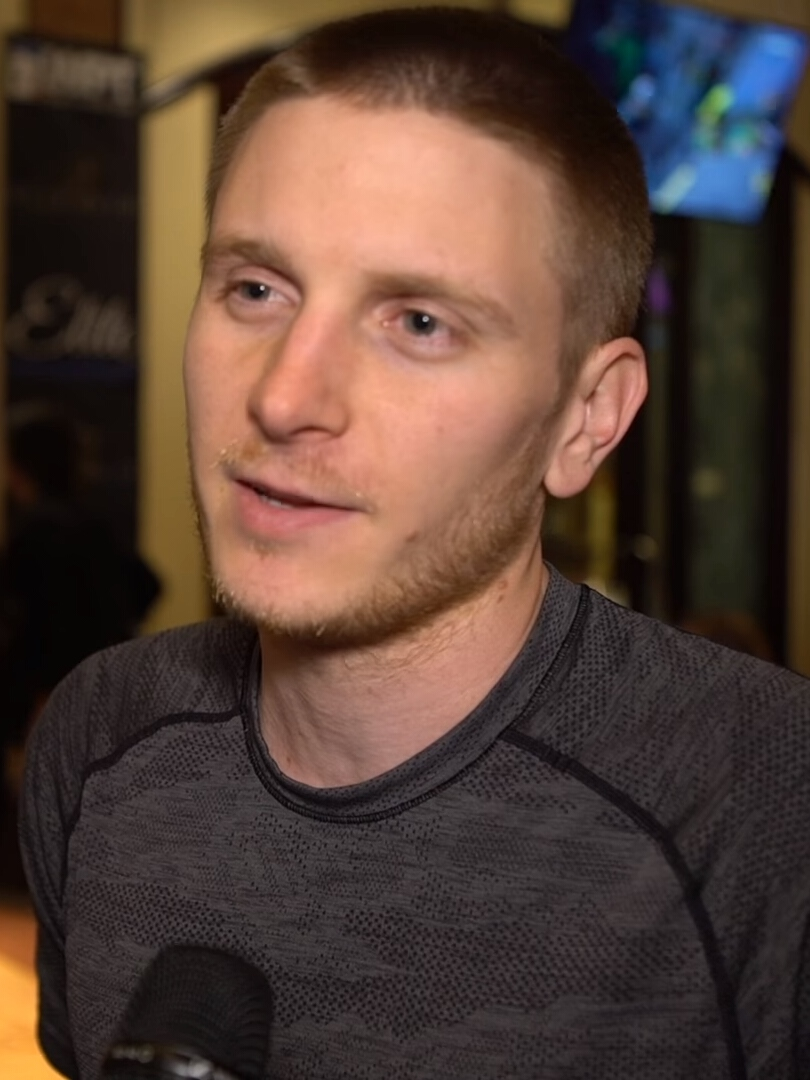
Sam Soverel (2018)

Insgesamt wurden Events von 187 verschiedenen Spielern gewonnen.

### Rekordsieger nach Land
| Platz | Land                    | Anzahl |
| ----- | ----------------------- | ------ |
| 1     | Vereinigte Staaten      | 333    |
| 2     | Deutschland             | 027    |
| 3     | Vereinigtes Königreich  | 023    |
| 4     | Bosnien und Herzegowina | 019    |
| 5     | Spanien                 | 016    |
| 6     | Kanada                  | 008    |
| 7     | Australien              | 007    |
| 8     | Österreich              | 006    |
| 8     | Russland                | 006    |
| 10    | Litauen                 | 005    |

Insgesamt wurden Events von Spielern aus 27 Ländern gewonnen.

### All Time Money List

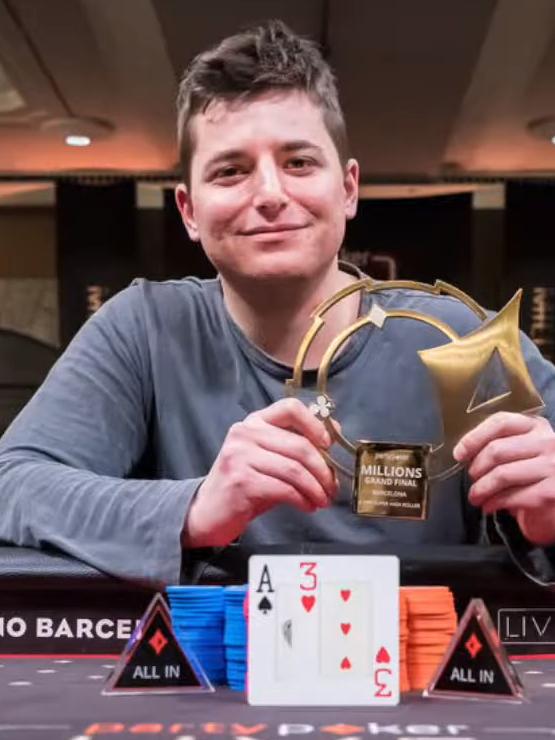
Jake Schindler (2018)

Die folgenden Spieler erspielten sich im Aria Resort & Casino das meiste Preisgeld:
| Platz | Spieler          | Herkunft               | Preisgeld (in $) |
| ----- | ---------------- | ---------------------- | ---------------- |
| 1     | Jake Schindler   | Vereinigte Staaten     | 15.982.115       |
| 2     | Justin Bonomo    | Vereinigte Staaten     | 15.179.193       |
| 3     | David Peters     | Vereinigte Staaten     | 14.164.378       |
| 4     | Stephen Chidwick | Vereinigtes Konigreich | 13.393.152       |
| 5     | Cary Katz        | Vereinigte Staaten     | 13.305.067       |
| 6     | Brian Rast       | Vereinigte Staaten     | 12.913.155       |
| 7     | Isaac Haxton     | Vereinigte Staaten     | 12.041.370       |
| 8     | Sam Soverel      | Vereinigte Staaten     | 11.556.963       |
| 9     | Daniel Negreanu  | Kanada                 | 11.282.015       |
| 10    | Jason Koon       | Vereinigte Staaten     | 10.600.652       |